# Ел Харит ибн Џабала
Ел Харит ибн Џабала (арап. الحارث بن جبلة‎‎; [Флавиос] Аретас ([Φλάβιος] Ἀρέθας) у грчким изворима и Халид ибн Џабала (خالد بن جبلة) у каснијим исламским изворима), је био караљ Гасанида, предисламских Арапа који су живели на источним границама Византијског царства. Био је пети по реду гасанидски владар који је владао под тим именом од 528. до 569. године и одиграо је главну улогу у римско-персијским ратовима и деловању Сиријске оријентално-православне цркве. За своје услуге учињене према Византији, стекао је звања patrikios и vir gloriosissimus.

## Биографија

### Младост
Харит је био син Џабале IV (Габалас према грчким изворима) и брат I брат Абу Кариба (Абокарабус), филарха Палестине Салутарис. Он је постао владар Гасанида и филарх Арабија Петре и Палестина Секунде највероватније 528. године, након смрти свога оца у бици код Тануриса. Убрзо након 529. године, према речима византијског историчара Прокопија, византијски цар Јустинијан I (владао 527–565), га је уздигао, "на достојанство краља", постао је заповедник свих арапских савезника царства (федерати) на истоку са титулом (πατρίκιος καὶ φύλαρχος τῶν Σαρακηνῶν, "патриције и филарх Сарацена"). Стварна подручја која су се налазила под његовом непосредном контролом, међутим, су у почетку била ограничена на североисточни део византијске границе према Арапима. У то време, Византинци и њихови арапски савезници били су ангажовани у Иберијском рату против Сасанидског царства и њихових арапских вазала, Лахмида, и зато је Јустинијанов потез био тај да створи пандан снажном Лахмидском владару, Мундиру, који је контролисао арапска племена и био вазал Персијанцима.

### Војна каријера
У том својству, Харит се боро у име Византинјаца у свим својим бројним ратовима против Персије. Већ 528. године био је један од команданата који су били послати у казнену експедицију против Мундира. Године 529. Помогао је у гушењу масовног Самарићанског устанка, заробивши 20 000 дечака и девојчица које је продао као робове. То је вероватно био можда и био пресудан чин током његовог учешћа у сукобу због кога га је Јустинијан уздигао у ранг филарха. Могуће је и даје са својим људима учествовао у победи Византије у бици ког Даре 530. године, иако нема извора који то експлицитно помиње. Године 531, предводио је 5.000 јак арабпски контингент у бици код Калиника. Прокопије, извор непријатељски настројени према гасанидском владару, наводи да су Арапи, стационирани на византијској десној страни, издали Византинаце и побегли, што их је коштало битке. Јован Малала, међутим, чији запис је генерално поузданији, извештава да док су неки Арапи заиста побегали, да је Харит стајао чврсто. Оптужба за издају које стижу од Прокопија против Харта изгледа да додатно доведена у питање чињеницом, да је за разлику од Велизара, он касније у току године био задржан у команди и био активан у операцијама око Мартирополиса.
Године 537/538 или 539. Сукобио се са Лахмидским краљем Миндиром око права над земљом која се налазила јужно од Палмире, у близини старог пута Strata Diocletiana.Према каснијим извештајима Табарија Гасанидски владар напао је територију Мундира и на са собом однео богат плен. Персијски владару, Хозрое I (Р. 531-579), искористио је овај спор као изговор за поновно покретање непријатељстава са Византијцима, а обновљен је када је избио рат у 540. године. У походу 541, Харит и његови људи, у пратњи 1200 Византинаца под генералима Јованом Глутоном и Трајаном, које је послао Велизар у препад на Асирију. Експедиција је била успешна, продрла је дубоко у непријатељску територију и заробила много плена. У једном тренутку, међутим, византијски контингент је враћен, али Харит након тога није успео ни да се састане или обавести Велизара преко својих људи. Према извештајима Прокопија, уз то, војску је захватила епидемија која је приморала је Велизара да повуче своје снаге. У својој Тајној историји, међутим, Прокопије даје другачију верзију о Велизаровој неактивности, која је била потпуно невезана за Гасанидског владара. Године 544/545, Харит је био укључен у оружани сукоб са другим арапским филархом, Ел Асвадом, познатог на грчком као Асоуадес.
Од 546. године на, док су две велике империје били на миру у Месопотамији након примирја на 545. године, сукоб између њихових арапских савезника се наставио. У изненадном упаду, Мундира заробио је једног од синова Харита и затим га је жртвово. Међутим, убрзо након тога, Лахмиди су претрпели тежак пораз у бици између две арапске војске. Сукоб се наставио тако што је Мундир извршавао поновни напад на Сирију. У једном од тих напада, у јуну 554, Харит га је срео у одлучујућој бици код Јавм Халима ("Дана Халима"), слављеној у предисламском арапској поезији, у близини Халкиде, у којој су Лахмиди поражени. Мундир је пао на бојном пољу, али Харит је изгубио старијег сина Џабалу.
У новембру 563, Харит је посетио цара Јустинијана у Цариграду, како би размотри питање његовог наследника и нападе против својих домена од стране Лахмидског владара Амра, који је на крају купио од Јустинијан.Он је свакако оставио упечатљив утисак у царском граду, не најмањи од свог психичког присуства:Јован Ефески бележи годину дана касније, цар Јустинијан II који је у једном тренутку запао у стање лудила, био је упалшен и покушао да се сакрије када му је речено "Арета долази по тебе".

### Смрт
Када је Ел Хатрит умро 569. године током наводног земљотреса, наследио га је његов син Ел Мундир (Аламоундарос у византијским изворима). Искористивши то, нови лахмидски владар Кабус покренуо је напад, али је одлучно поражен.

## Религијска политика
За разлику од својих византијских владара, Харит је био чврст монофизит и одбацио Четврти васељенски сабор. Током своје владавине, Ел Харит је подржавао анти-Халкедонске тенденције у региону Сирије, и председавао је црквеним саветима и ангажовао се по питању теологије, активно доприневши оживљавању монофизитске цркве током 6. века. Тако је 542. Године, после две деценије прогона током који је било обезглављено и руководство Монофизита, он је апеловао на именовање нових Монофизитских епископа у Сирији код царице Теодоре, чији властите склоности према Монофизитству су му биле добро познате. Теодора тада утицала да Јаков Барадеј као и Теодор касније постане епископ. Јаков ће се показати као веома способан предводник, конвертовањем пагана и значајним ширењем и јачање организацију Монофизитске цркве.

### Цитати
1. ↑  Shahîd 1995, стр. 260, 294–297
2. ↑  Shahîd 1995, стр. 216–217
3. 1 2  Greatrex & Lieu 2002, стр. 102–103
4. 1 2 3 4 5  Kazhdan 1991, стр. 163
5. ↑  Martindale, Jones & Morris (1992). стр. 111
6. ↑  Shahîd 1995, стр. 55
7. ↑  Martindale, Jones & Morris (1992). стр. 111–112.
8. 1 2  Greatrex & Lieu 2002, стр. 88
9. ↑  Shahîd 1995, стр. 84–85, 95–109
10. ↑  Shahîd (1995). стр. 63.
11. ↑  Shahîd 1995, стр. 357
12. ↑  Shahîd (1995). стр. 70–75.
13. 1 2 3 4  Martindale, Jones & Morris (1992). стр. 112.
14. ↑  Shahîd 1995, стр. 82–89
15. ↑  Shahîd 1995, стр. 132–133
16. ↑  Greatrex & Lieu 2002, стр. 92–93
17. ↑  Shahîd 1995, стр. 55–142
18. ↑  Shahîd 1995, стр. 142
19. ↑  Greatrex & Lieu 2002, стр. 102
20. ↑  Shahîd 1995, стр. 55–210
21. ↑  Greatrex & Lieu 2002, стр. 108–109
22. ↑  Shahîd 1995, стр. 55–223, 226–230.
23. ↑  Martindale, Jones & Morris (1992). стр. 112, 137.
24. ↑  Martindale, Jones & Morris (1992). стр. 112–113; Greatrex & Lieu (2002). стр. 123
25. ↑  Shahîd 1995, стр. 55–239
26. ↑  Martindale, Jones & Morris (1992). стр. 111, 113; Greatrex & Lieu (2002). стр. 129–130.
27. 1 2 3  Martindale, Jones & Morris (1992). стр. 113.
28. ↑  Greatrex & Lieu 2002, стр. 135
29. ↑  Shahîd 1995, стр. 55–288
30. ↑  Shahîd 1995, стр. 288
31. ↑  Shahîd 1995, стр. 337
32. ↑  Greatrex & Lieu 2002, стр. 136
33. ↑  Shahîd 1995, стр. 225–226
34. ↑  Greatrex & Lieu 2002, стр. 112